# Statte
Statte är en ort och kommun i provinsen Taranto i regionen Apulien i Italien. Kommunen hade 13 808 invånare (2017).